# Caryl of the Mountains (film 1914)
Caryl of the Mountains è un cortometraggio muto del 1914 diretto da Tom Santschi. La sceneggiatura del film, prodotto dalla Selig, è basata su una storia di James Oliver Curwood che, nel 1936, venne ripresa con un'altra versione, sempre dal titolo Caryl of the Mountains, dove - tra gli interpreti - appare anche il cane Rin Tin Tin.

## Produzione
Il film fu prodotto dalla Selig Polyscope Company.

## Distribuzione
Distribuito dalla General Film Company, il film - un cortometraggio in una bobina - uscì nelle sale cinematografiche statunitensi l'8 luglio 1914.